# Phytocoris luteolus
Phytocoris luteolus är en insektsart som beskrevs av Knight 1923. Phytocoris luteolus ingår i släktet Phytocoris och familjen ängsskinnbaggar. Inga underarter finns listade i Catalogue of Life.